# هل این ا سل
مسابقه جهنم درون یک قفس (به انگلیسی: Hell in a Cell) یکی از مسابقات ویژه کمپانی دبلیودبلیوئی است که در قفسی بدون راه فرار انجام می‌شود.

## قوانین مسابقه
راه‌های پیروزی در این مسابقه پین کردن و تسلیم کردن حریف می‌باشند. استفاده از هر وسیله در این مسابقه مجاز است و قانون رد صلاحیت (DQ) در این مسابقه وجود ندارد.

## تاریخچه
اولین مسابقه هل این ا سل در سال ۱۹۹۷ بین آندرتیکر و شان مایکلز برگزار شده‌است،که در آن کین دخالت کرد و به برادرش آندرتیکر حمله کرد و حرکت Tombstone Piledriver را روی آندرتیکر انجام داد و بدین ترتیب شان مایکلز پیروز مسابقه شد. آندرتیکر با ۱۲ بار حضور در این نوع مسابقه، رکورددار بیش‌ترین حضور را دارد. از سال ۲۰۰۹ به بعد یک پی پر ویو به همین نام درست شد که هر سال برگزار می‌شود و مسابقه هل این ا سل، مسابقه اصلی آن است.

## فهرست پی پر ویوهای برگزار شده با این نام
| سال  | تاریخ         | شهر                   | محل رویداد               | مهم‌ترین مسابقه |
| ---- | ------------- | --------------------- | ------------------------ | --- |
| ۲۰۰۹ | ۴ اکتبر ۲۰۰۹  | نیوارک، نیوجرسی       | Prudential Center        | گروه دی جنریشن اکس (برنده) در مقابل گروه لگاسی در یک مسابقه جهنم درون یک قفس تگ تیم                                  |
| ۲۰۱۰ | ۳ اکتبر ۲۰۱۰  | دالاس، تگزاس          | American Airlines Center | کین (قهرمان) (برنده) در مقابل آندرتیکر (همراه با پول بیرر) در یک مسابقه جهنم درون یک قفس سر کمربند قهرمانی سنگین وزن |
| ۲۰۱۱ | ۲ اکتبر ۲۰۱۱  | نیواورلئان، لوئیزیانا | New Orleans Arena        | آلبرتو دل ریو (برنده) در مقابل جان سینا (قهرمان) و سی ام پانک در یک مسابقه جهنم درون یک قفس ۳ نفره سر کمربند WWE     |
| ۲۰۱۲ | ۲۸ اکتبر ۲۰۱۲ | آتلانتا، جورجیا       | Philips Arena            | سی ام پانک (همراه با پول هیمن) (برنده) در مقابل رایبک در یک مسابقه جهنم درون یک قفس سر کمربند WWE                    |
| ۲۰۱۳ | ۲۷ اکتبر ۲۰۱۳ | میامی، فلوریدا        | American Airlines Arena  | رندی اورتون (برنده) در مقابل دنیل برایان در یک مسابقه جهنم درون یک قفس سر کمربند WWE با داوری شان مایکلز             |
| ۲۰۱۴ | ۲۶ اکتبر ۲۰۱۴ | لاس وگاس، نوادا       | Thomas & Mack Center     | دین امبروز در مقابل ست رولینز (برنده) در یک مسابقه ی جهنم درون یک قفس                                                |